# 欧安诺集团
欧安诺集团（法語：Orano）法国的一家跨国能源公司，公司主要业务为核能。阿海珐公司在2016年成立了新阿海法（New Areva）以专注于核燃料循环，新阿海法在2018年正式更名欧安诺。

## 历史
2018年1月，日本原燃与三菱重工业分别购入欧安诺5 %的股份（合计5亿欧元）。2015年与中国核工业集团确定的入股计划并未实现。